# Stanisław Tomkowicz

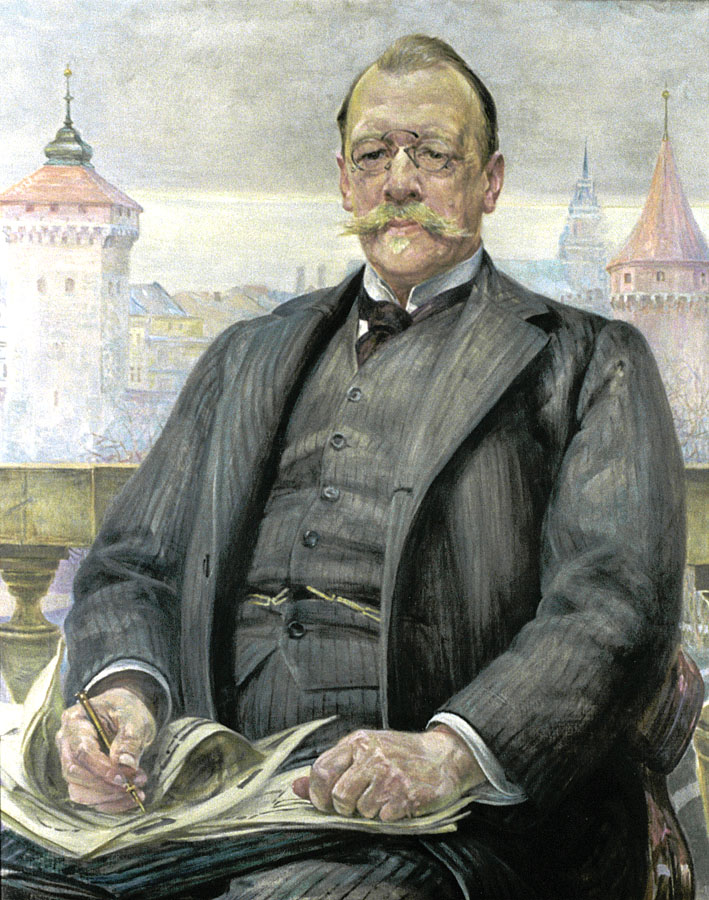
Portret pędzla J. Malczewskiego

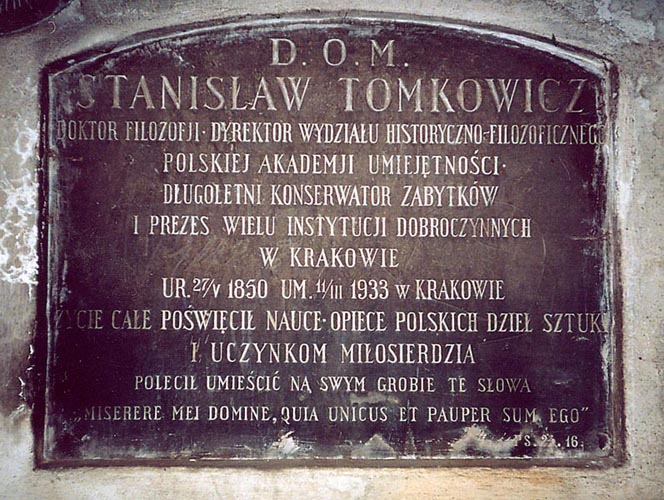
Epitafium

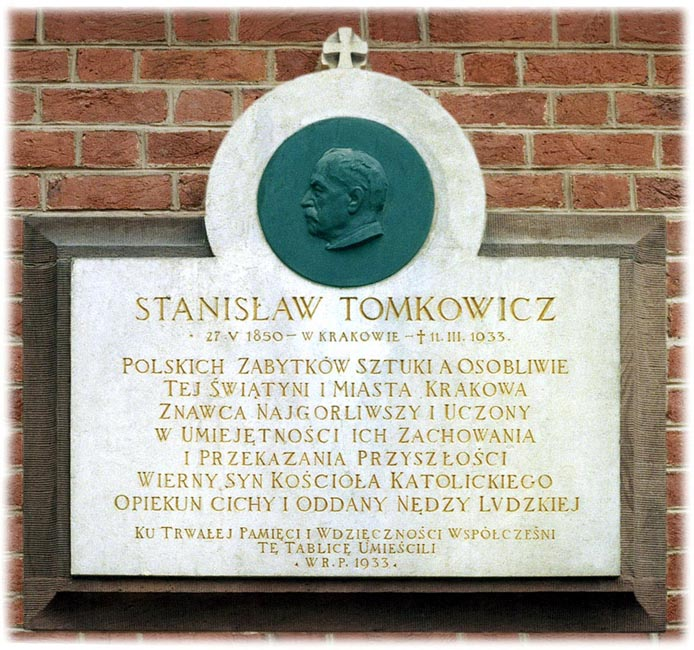
Kościół Mariacki – epitafium

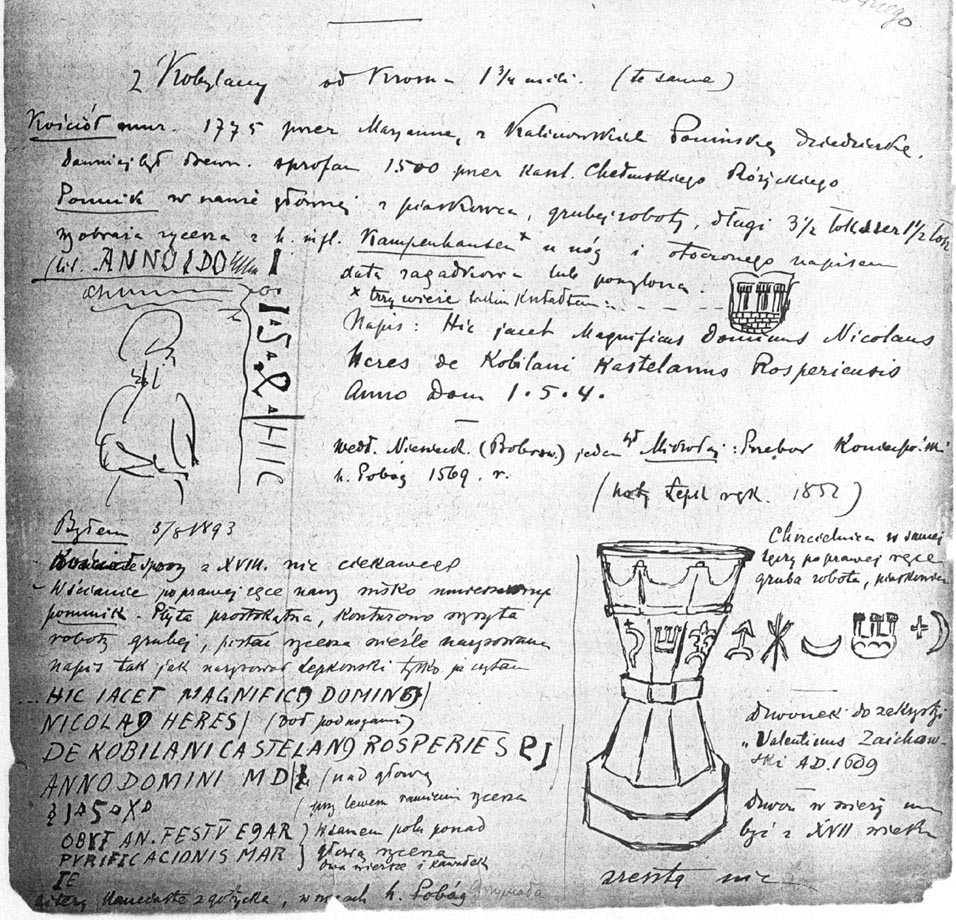
Rękopiśmienna stronica Inwentarza

Stanisław Tomkowicz (ur. 27 maja 1850 w Krakowie, zm. 11 marca 1933 tamże) – polski konserwator zabytków, historyk sztuki, wieloletni redaktor krakowskiego „Czasu”.

## Życiorys
Syn ziemianina Apoloniusza i Marii z Wężyków, wnuk Franciszka Wężyka, pisarza, tłumacza i posła na sejm warszawski, młodszy brat Jana, studenta wydziału lekarskiego Uniwersytetu Jagiellońskiego, poległego 17 lutego 1863 w bitwie o Miechów, oficera Żuawów Śmierci Franciszka de Rochebrune’a.
W 1869 kończył Gimnazjum Św. Anny i rozpoczynał studia germanistyczne u ks. prof. Tomasza Bratranka na Uniwersytecie Jagiellońskim, uzupełniane na uniwersytetach w Berlinie i Lipsku, ukończone w 1874 tytułem doktora filozofii za pracę „Barbara Radziwiłłówna u historyków, w rzeczywistości i poezji”.
W 1874 został członkiem Komisji do Badania Historii Sztuki Akademii Umiejętności, od 1882 do 1892 pełnił obowiązki sekretarza tej Komisji. W latach 1883–1885 redagował czasopismo „Przyjaciel Sztuki Kościelnej”.
W 1886 zabierał głos w dyskusji, toczącej się na forum Akademii Umiejętności, o organizacyjno-prawnym kształcie państwowej opieki nad zabytkami w Galicji. Zgłaszał wiele innowacyjnych postulatów, wynikających z gruntownej znajomości analogicznych unormowań oraz praktyki konserwatorskiej w wiodących krajach Europy Zachodniej. Od 1887 do 1895 obejmował honorowo (niepłatne) stanowisko rządowego ck konserwatora zabytków w IV okręgu konserwatorskim Galicji Zachodniej (powiaty krośnieński, jasielski, gorlicki, grybowski, sądecki, limanowski, nowotarski). W toku urzędowania prowadził jednocześnie gruntowne prace terenowe i archiwalne nad pionierskimi w skali Polski topograficznymi inwentarzami zabytków dla poszczególnych powiatów. Dwa z tych inwentarzy (obejmujące powiaty grybowski i gorlicki) publikuje w 1900 roku. Pozostałe – przechowane w rękopisach (zob. fot.) – dopiero po upływie wieku wydane zostały drukiem powiat jasielski, krośnieński, sądecki, limanowski, stanowiąc dzisiaj niezwykle cenne źródło najwcześniejszych informacji o często nieistniejących już zabytkach sztuki.
Od 1889 do 1891 Tomkowicz brał czynny udział w pracach tzw. Komitetu Parafialnego, nadzorującego prace konserwatorskie i restauratorskie w Kościele Mariackim w Krakowie, w toku których wnętrze otrzymało nową polichromię pędzla Jana Matejki (przy udziale m.in. S. Wyspiańskiego i J. Mehoffera).
W 1890 kandydował do Rady Państwa w Wiedniu – Koła Polskiego, jednak mandatu nie uzyskał. Od 1891, oprócz pracy w swoim okręgu konserwatorskim, zastępował w urzędowaniu prof. Józefa Łepkowskiego – konserwatora Krakowa i powiatu krakowskiego (do śmierci profesora 27 lutego 1894). Następnie objął jego okręg konserwatorski, pełniąc funkcje ck konserwatora krakowskiego do 1914 roku, czego efektem jest m.in. topograficzny inwentarz zabytków powiatu. W tym samym 1894 Tomkowicz został zastępcą przewodniczącego Grona Konserwatorów Galicji Zachodniej (prof. Mariana Sokołowskiego), ponadto – członkiem korespondentem Akademii Umiejętności.
W latach od 1893 do 1912 pełnił funkcję kuratora krakowskiej Fundacji Helclów dla zubożałych i chorych starców.
W 1896 był jednym z członków założycieli Towarzystwa Miłośników Historii i Zabytków Krakowa. Od 1900 do 1914 pełnił urząd przewodniczącego Grona Konserwatorów Galicji Zachodniej. W 1908 został obrany członkiem czynnym Akademii Umiejętności, która w tym samym roku honorowała go Nagrodą z Fundacji im. Probusa Barczewskiego za monumentalne dzieło „Zabudowania Wawelu i ich dzieje”. Tomkowicz współzawodniczył o tę nagrodę z historykiem Szymonem Askenazym, co dało asumpt Boyowi do dowcipnej fraszki „O tem, co w Polszcze dziejopis mieć winien”.
Od 1911 do 1913 Tomkowicz kierował pracami inwentaryzacyjnymi zabytków sztuki Ordynacji Zamoyskiej (4 powiaty). Od 1911 do 1933 pełnił funkcję przewodniczącego Komisji Badania Historii Sztuki w Polsce Akademii Umiejętności (po 1918 – Komisji Historii Sztuki Polskiej Akademii Umiejętności). W latach 1918 do 1926 czynny był jako dyrektor Wydziału II Filozoficzno-Historycznego PAU, zaś od 1928 do 1933 – dyrektor Wydziału I Filologicznego PAU.
Członek wszystkich tzw. Komitetów Wawelskich – ciał opiniodawczych, kierujących i nadzorujących prace konserwatorskie przy zabytkach Wzgórza Wawelskiego (zob. liczne publikacje Tomkowicza informujące o postępach i zakresie prowadzonych robót).
Od 1919 roku – członek honorowy Towarzystwa Miłośników Historii i Zabytków Krakowa, od 1920 – członek czynny Towarzystwa Naukowego we Lwowie, od 1930 – członek zwyczajny Towarzystwa Naukowego Warszawskiego.
W trakcie uroczystego jubileuszu osiemdziesiątych urodzin wyróżniony za szczególne dokonania konserwatorskie m.in. medalem bitym w srebrze, projektu Karola Hukana.
13 marca 1933 – uroczysty pogrzeb S. Tomkowicza na cmentarzu Rakowickim w Krakowie (zob. fot. epitafium), poprzedzony nabożeństwami żałobnymi w kościołach Św. Anny i Mariackim. Spoczął w grobowcu rodzinnym Wężyków i Tomkowiczów, w kwaterze Lb.
8 maja 1933 – uroczyste odsłonięcie tablicy epitafijnej na południowej ścianie Kościoła Mariackiego (tablicę zdobi brązowy relief Zmarłego, dłuta K. Hukana – zob. foto.).
16 czerwca 1933 – posiedzenie komisji Muzeum Narodowego w Krakowie w sprawie legatu testamentowego S. Tomkowicza, którym Zmarły ofiarował muzeum cenne obrazy, zbiór zabytkowej porcelany i szkła, wyroby rzemiosła artystycznego, trzy XVIII-wieczne fortepiany, rękopisy, setki planów architektonicznych, kilka tysięcy fotografii zabytków i in. Dwa lata wcześniej, do zbiorów Muzeum Sztuki Uniwersytetu Jagiellońskiego w Krakowie (dziś Muzeum UJ) Tomkowicz przekazał siedem cennych szkicowników i rysunków terenowych autorstwa uczniów krakowskiej Szkoły Sztuk Pięknych (m.in. S. Wyspiańskiego, J. Mehoffera, Stefana Matejki, Karola Polityńskiego, Karola Maszkowskiego) z wycieczek naukowo-artystycznych po zabytkach Galicji, organizowanych i prowadzonych przez prof. Władysława Łuszczkiewicza w latach 1889–1891.
Tomkowicz jest autorem co najmniej 625 prac opublikowanych drukiem
. W zdecydowanej większości poświęcił je kwestiom inwentaryzacji, opieki i ochrony zabytków, monograficznym ujęciom pojedynczych dzieł sztuki i pomników architektury, kalendariom prowadzonych robót konserwatorskich, rozległym i erudycyjnym studiom na kulturą renesansu i baroku, a także bieżącym wydarzeniom artystycznym i zagadnieniom społeczno-kulturalnym.

## Odznaczenia i wyróżnienia
Odznaczony papieskim złotym krzyżem Pro Ecclesia et Pontifice (1903) i Krzyżem Komandorskim Orderu Świętego Grzegorza Wielkiego, austriackim Krzyżem Komandorskim Orderu Franciszka Józefa (1908), Krzyżem Komandorskim Orderu Odrodzenia Polski (1923) oraz Złotym Krzyżem Zasługi (1930).
W 1909 otrzymał nagrodę Akademii Umiejętności z fundacji Probusa Barczewskiego za dzieło Wawel.
Jerzy Remer, Generalny Konserwator RP, podsumował omówienie sylwetki Tomkowicza słowami: Konserwatorstwo polskie zawdzięcza mu swój sztandar, wiarę, wiedzę i czyn.

## Dzieła
- Domy i mieszkania w Krakowie w pierwszej połowie XVII wieku: z 14 tablicami, Lwów 1922.
- Kollegiata Św. Jana Chrzciciela w Skalbmierzu. Reszty romańskiej budowy, Kraków 1908.

## Cytaty i złote myśli z pism S. Tomkowicza
Jedynie więc tylko inwentaryzacja może się stać podstawą racjonalnej ochrony zabytków, i tej nam się zrzekać nie wolno, jeśli nie chcemy stać w przedpokoju Europy zachodniej. Zabytki nasze zasługują, byśmy je sami znali, by też i świat o nich wiedział. Wszak posiadanie ich to jeden z walnych tytułów do nazwy narodu cywilizowanego, to metryka naszej starej kultury.

Wielkim skarbem narodowym są zabytki przeszłości: stanowią one jakoby dyplomy szlachectwa, dokumenty arystokracyi duchowej, która jest podstawą stopniowania w hierarchii narodów i państw.

Nasze wszystkie zalety i cnoty paraliżuje indywidualizm; każdy chce być panem, a nie podwładnym, tak jak w wojsku polskim sami byli oficerowie, których nie miał kto i nikt nie chciał słuchać. Polakowi trudno mieści się w głowie, aby mu kto mógł rozkazywać w rzeczach dotyczących jego własności, ba, nawet i doradzać. Najlepszej rady nie usłucha, żeby tylko nie usłuchać. Las cały naraz sprzeda lub zniszczy, ze swoją i okolicy szkodą, aby tylko pokazać swoją niezawisłość od ustaw i kontroli władz; obraz piękny każe partaczowi przemalować byle postawić na swojem, a na złość zrobić jakimś nieproszonym znawcom, co go przed krokiem tym przestrzegają.

Nieszczęsna manja odnawiania obrazów – iluż ona arcydzieł świata pozbawiła! Jużto pewna, że często lepszą bywa dla zabytków przeszłości obojętność od zbytku gorliwości.

Słowo zburzymy zawsze było i jest dla większego ogółu magicznem, gdy hasło zachowania tam tylko może być zrozumianem, gdzie jest głębsze wykształcenie i gdzie się teraźniejszość z przeszłością rozważnie oblicza. Od liczebnej większości nie zawsze oczekiwać tego można.

Są ludzie mający rozkosz w zacieraniu śladów przeszłości – jak gdyby w opinię publiczną wmówić chcieli, że historya jakiejś instytucji, miasta lub kraju dopiero od nich się zaczęła, a przed nimi nie było nic; są epoki obniżające sztucznie poziom wiekową usypany pracą, ażeby ich własne dzieła większemi się wydały. I chwilowo udaje się czasem, dzięki obojętności współczesnych. Ale prawda długo ukryć się nie da. Potomność bywa sprawiedliwą, i o tych, co przeszłości szanować nie umieją, zasłużony sąd wyda...